# Bomba de diámetro pequeño GBU-39
La bomba de diámetro pequeño GBU-39/B Small Diameter Bomb (SDB) es una bomba de planeo guiada con precisión de 250 libras (110 kg) que está destinada a proporcionar a los aviones la capacidad de transportar una mayor cantidad de bombas más precisas. La mayoría de los aviones de la Fuerza Aérea de Estados Unidos pueden transportar (utilizando el bastidor BRU-61/A) un paquete de cuatro SDB en lugar de una sola bomba Mark 84 de 2000 libras (910 kg). Entró en servicio por primera vez en 2006. La bomba de diámetro pequeño lanzada desde tierra (GLSDB) se desarrolló posteriormente para permitir que la SDB se lanzara desde una variedad de lanzadores terrestres y configuraciones.